# Nhạc ngựa (cây gỗ)
Swietenia macrophylla là danh pháp hai phần của một loài cây có tên gọi trong tiếng Việt là nhạc ngựa hay dái ngựa lá to, dái ngựa lá lớn, dái ngựa Brasil, dái ngựa Honduras. Đây là một loài cây trong chi Dái ngựa (Swietenia) của họ Xoan (Meliaceae). Khu vực bản địa của nó là Belize, Bolivia, Brasil, Colombia, Costa Rica, Dominica, Ecuador, El Salvador, Guiana thuộc Pháp, Guadeloupe, Guatemala, Guyana, Honduras, Martinique, México, Montserrat, Nicaragua, Panama, Peru, Saint Lucia, Saint Vincent và Grenadines, Venezuela. Nó bị đe dọa do mất môi trường sống.

## Đặc điểm
Cây gỗ lớn, thân cây có nhiều u lồi. Cây cao từ 15 – 20m. Vỏ cây màu nâu đen. Tán lá rậm hình chóp, cành nhiều, mập dài, gãy khúc. Cây thường xanh, tuy nhiên vào mùa khô (khoảng từ tháng 11 tới tháng 1 năm sau) cây rụng lá (lá úa màu nâu đỏ). Vào mùa mưa cây ra lá mới, màu xanh nõn chuối, đẹp. Lá kép lông chim chẵn một lần, lá chét dạng thuôn bầu dục đỉnh nhọn, gốc hơi lệch, phiến bóng láng, dày, dai. Số cặp gân: từ 8 đến 12 cặp. Cụm hoa là chùm tán, hoa nhỏ màu vàng xanh, cánh dài nhỏ, cánh tràng 5 màu trắng, 10 nhị dính thành 1 ống, bên trong có đĩa mật màu đỏ tươi. Quả nang lớn từ 8 – 10 cm, khi khô chín nang cắt vách và hủy vách sẽ bung ra làm 5 mảnh để lộ bên trong là 5 phiến dày và 5 phiến mỏng. Hạt màu nâu dẹp (kích thước 3 – 4 cm x 1 – 1,5 cm) rất nhẹ, có một cánh.
Cây cho gỗ đỏ tốt, dùng trong xây dựng.
Mùa ra hoa quả: từ tháng 11 đến tháng 5

## Phân bổ
Tại Việt Nam, loài cây có nguồn gốc từ Trung và Nam Mỹ này được gây trồng ở Thành phố Hồ Chí Minh khoảng đầu thế kỷ 20, trên 41 tuyến đường với tổng số hiện nay có 721 cây.

## Thư viện ảnh

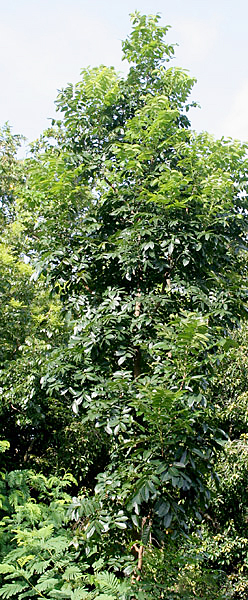
Cây non tại Kolkata, Tây Bengal, Ấn Độ.
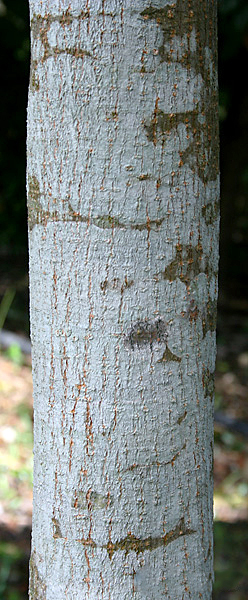
Vỏ cây non tại Kolkata, Tây Bengal, Ấn Độ.
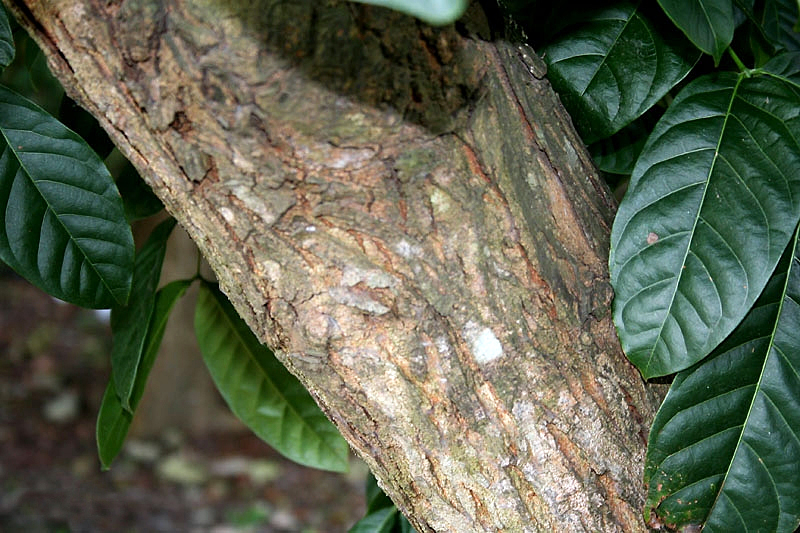
Vỏ cây già & lá tại Kolkata, Tây Bengal, Ấn Độ.
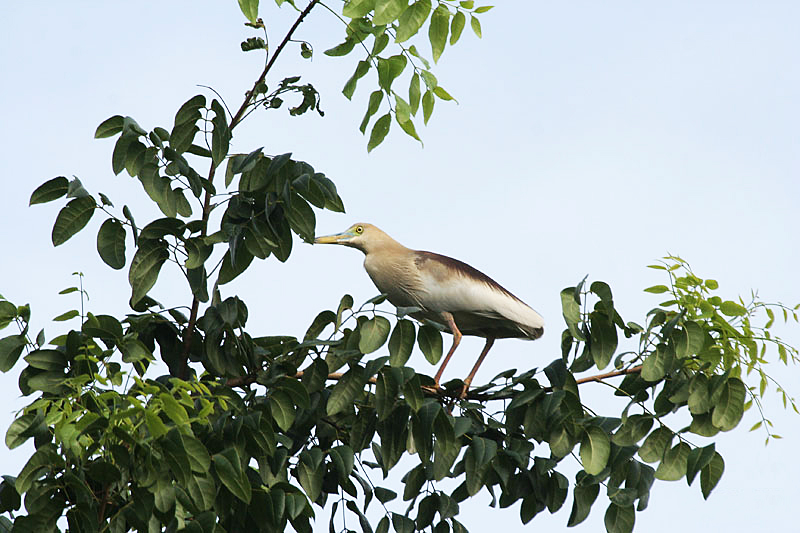
Lá và một con diệc tại Kolkata, Tây Bengal, Ấn Độ.
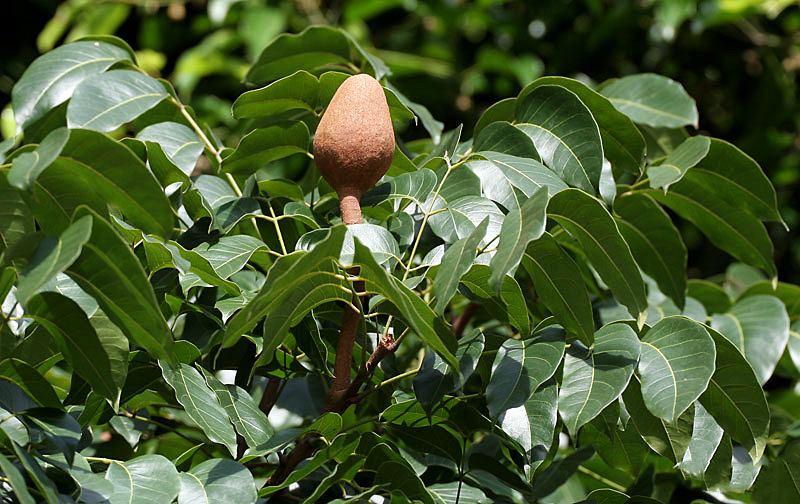
Quả và lá.